# Probleemwijk
Probleemwijk of achterstandswijk zijn algemeen gehanteerde termen voor woonwijken met diverse infrastructurele en maatschappelijke tekortkomingen.

## Problemen en stigmatisering
Een probleemwijk is een wijk waar zich meerdere problemen tegelijk voordoen: werkloosheid, (nachtelijke) geluidsoverlast, geweld, criminaliteit, verslavingsproblematiek en medische problemen zoals overgewicht en suikerziekte en een hoger dan gemiddeld sterftecijfer, waaronder ook een verhoogde kindersterfte. Nederland kent een groot aantal wijken, in het bijzonder naoorlogse wijken, die gekenschetst kunnen worden als probleemwijken. De oorzaak waardoor vooral naoorlogse wijken probleemwijken zijn, wordt gezocht in de lage variëteit van de woningen in deze wijken.
In probleemwijken hebben woningcorporaties vaak een monopoliepositie, met een marktaandeel van 80 tot 100%. Het aanbod bestaat voornamelijk uit sociale woningbouw. Groepen mensen met een lagere opleiding en een lager inkomen wonen vaker in deze sociale huurwoningen. Door de concentratie van mensen met een lagere opleiding, lager inkomen en andere sociaal uitgesloten groepen zouden probleemwijken ontstaan.
Bij probleemwijken is ook sprake van stigmatisering wanneer zich zichtbare tekenen van achteruitgang in de wijk voordoen en de wijk negatief in het nieuws komt: de manier waarop buitenstaanders tegen deze wijk aankijken, verandert dan. Een van de gevolgen is dat de wijken minder in trek raken als een mogelijke plek om te gaan wonen. De negatieve trend leidt ertoe dat degenen die dat kunnen uit de wijk verhuizen. Er komen geen nieuwe mensen meer uit vrije wil in de wijk wonen, de lege huizen worden in toenemende mate ingenomen door mensen met een laag inkomen en andere sociaal uitgesloten groepen. De geografische uitsluiting wordt zo vergroot.

## Probleemwijk versus achterstandswijk
Probleemwijken worden ook wel achterstandswijken genoemd, ook al is het niet exact hetzelfde. De term probleemwijk heeft vooral betrekking op de infrastructurele, economische en maatschappelijke problemen die er in de wijk heersen en de term achterstandswijk heeft betrekking op de oorzaken van de problemen, die gelegen zijn in de maatschappelijke achterstand die de bewoners van de wijk hebben, alsmede vaak bestaande achterstanden in het onderhoud van de woningen en de achteruitgang van het voorzieningenniveau binnen de wijk.
Een probleemwijk zal echter vrijwel altijd een achterstandswijk zijn. Een achterstandswijk hoeft in principe geen probleemwijk te zijn of te worden, maar wanneer men maatschappelijke achterstand als een probleem definieert, dan is achterstandswijk synoniem aan probleemwijk. Een probleemwijk moet verder niet verward worden met een sloppenwijk: in Nederland en België zijn geen sloppenwijken meer.

## Nederland

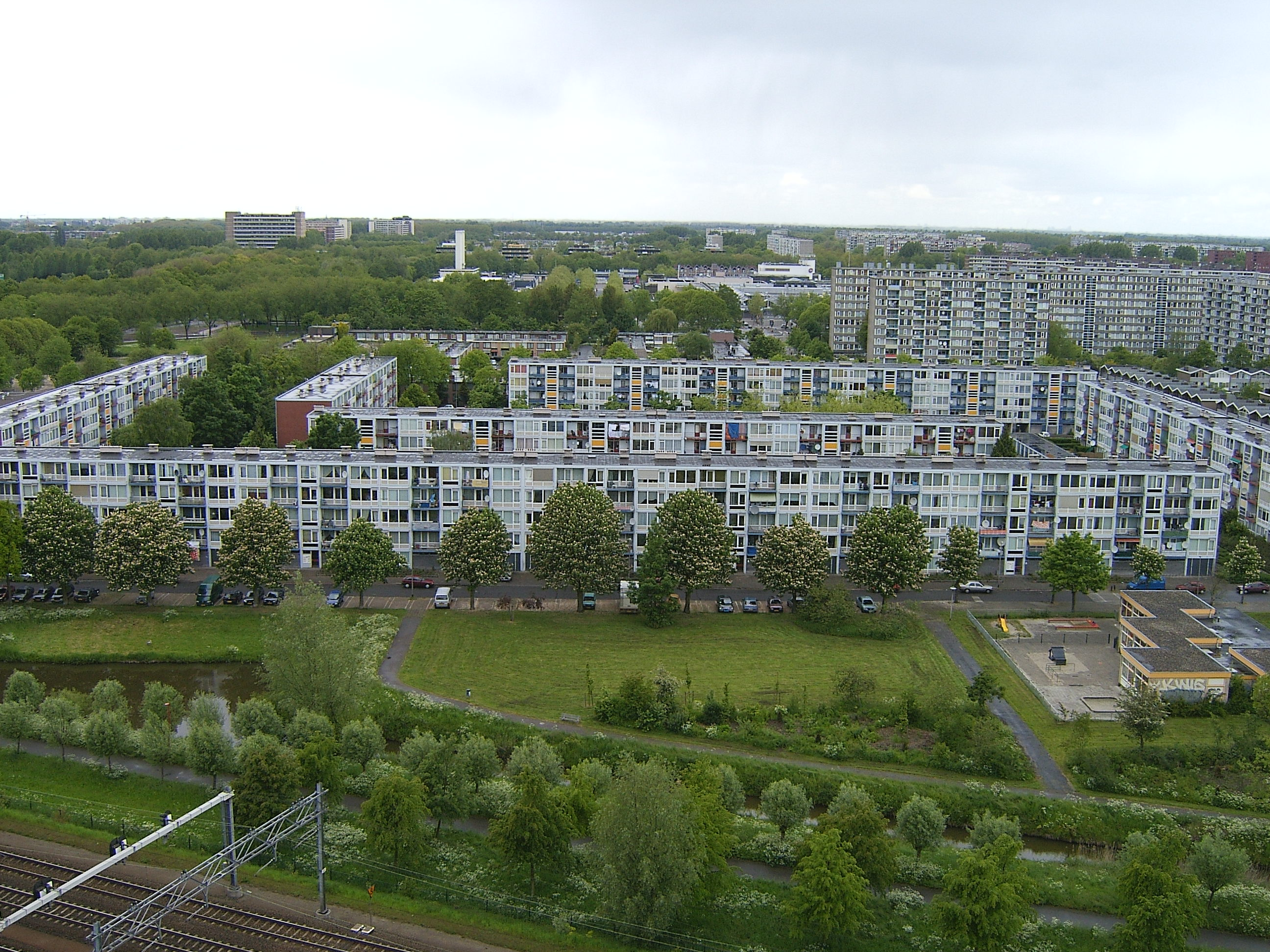
Overvecht in Utrecht

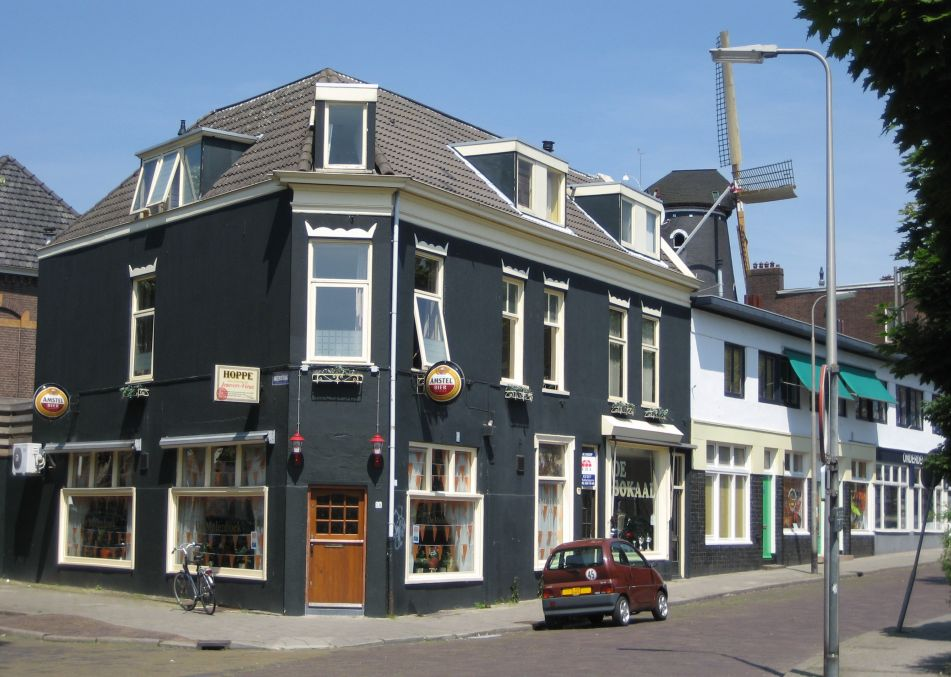
Klarendal in Arnhem

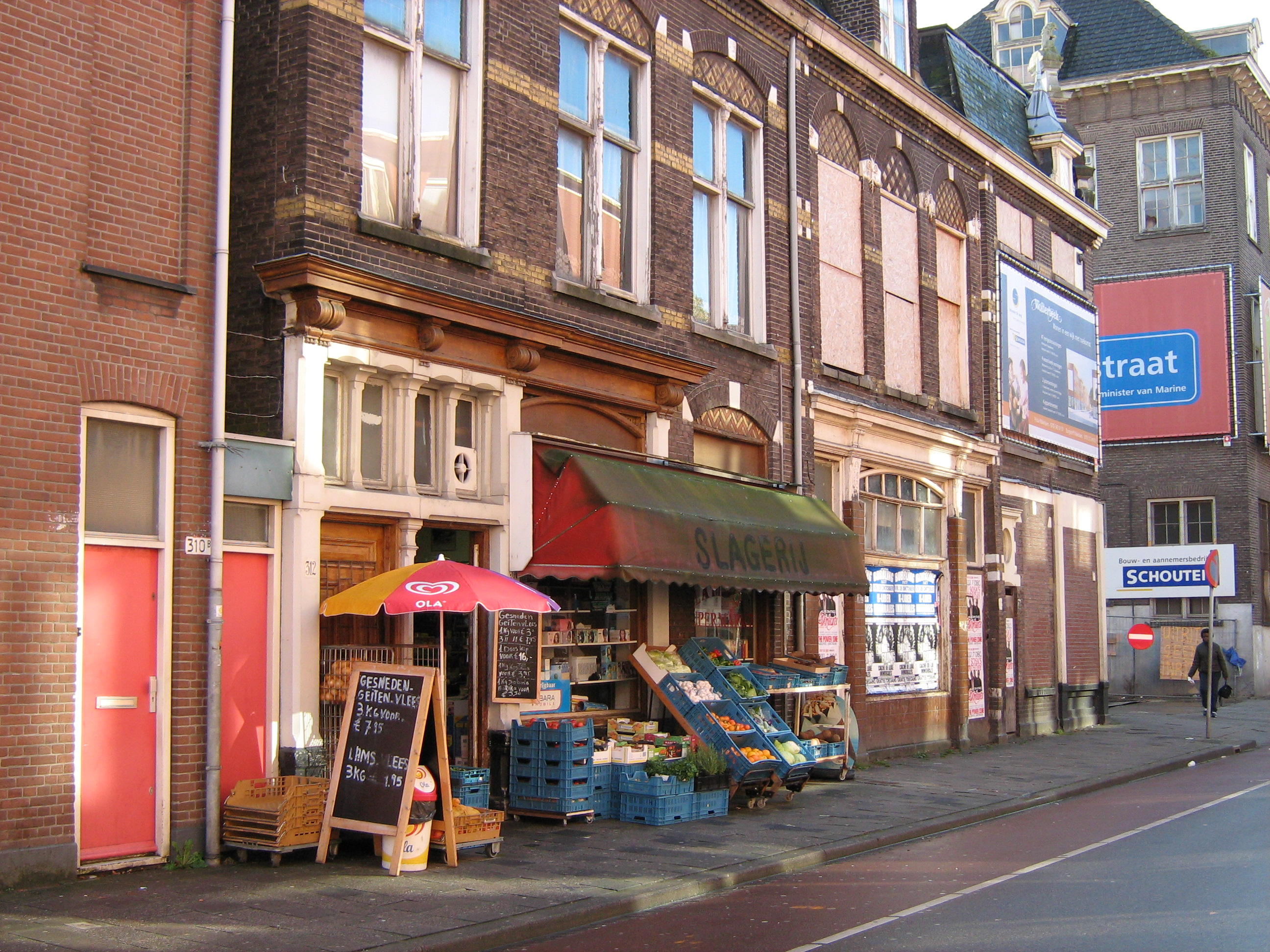
Schilderswijk in Den Haag

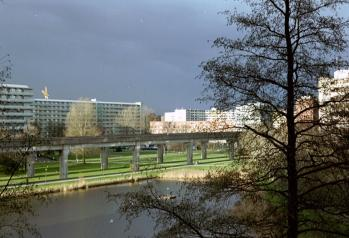
Bijlmermeer (Stadsdeel Zuidoost) in Amsterdam

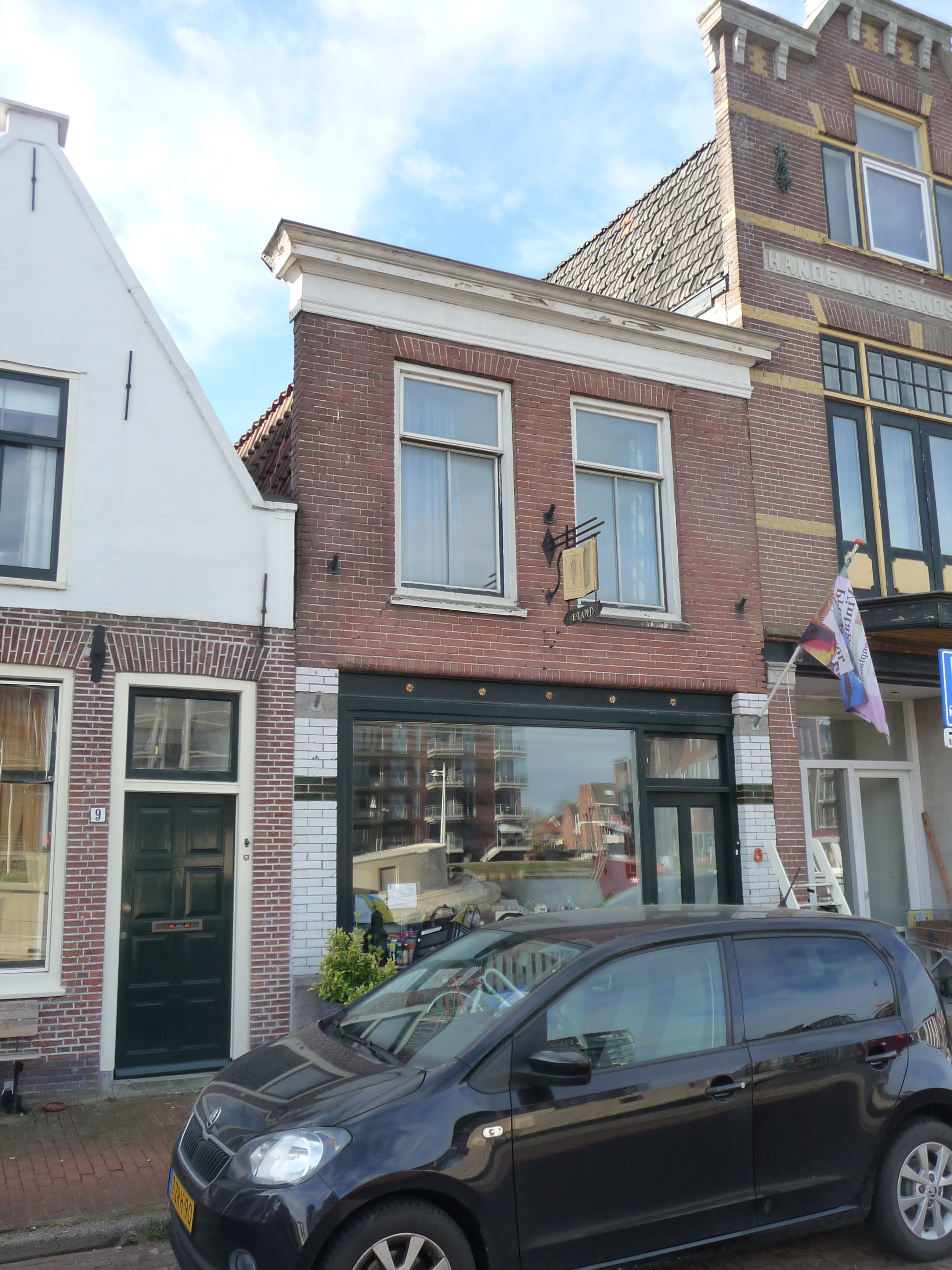
Wijk Overdie, in Alkmaar

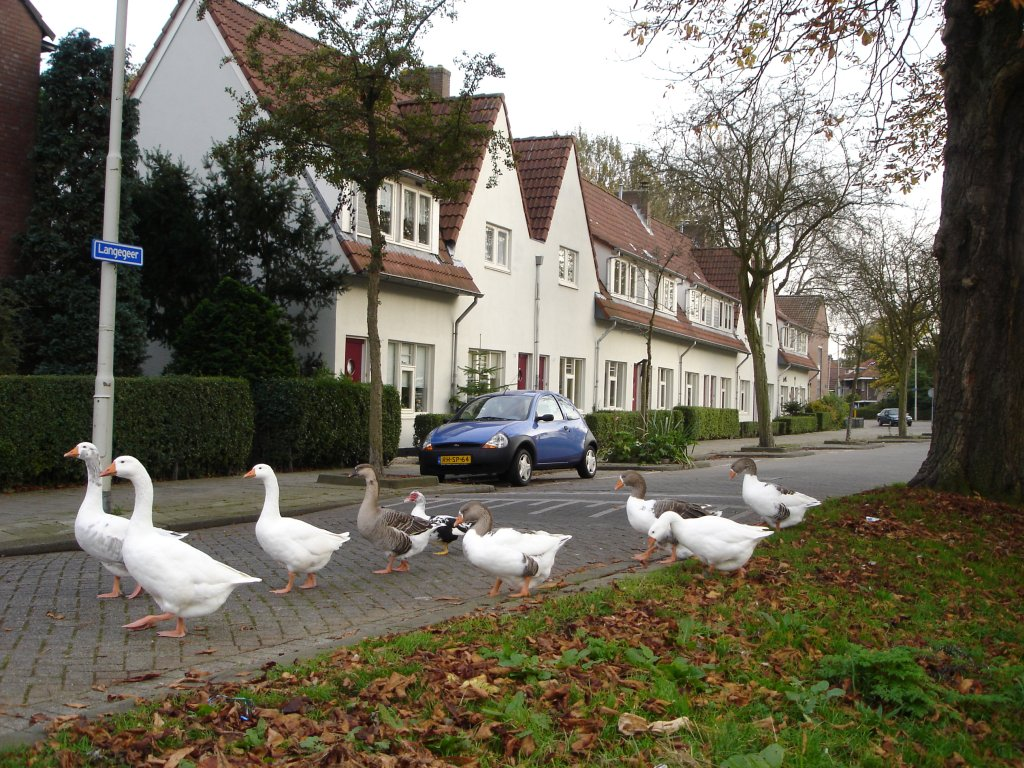
Vreewijk in Rotterdam

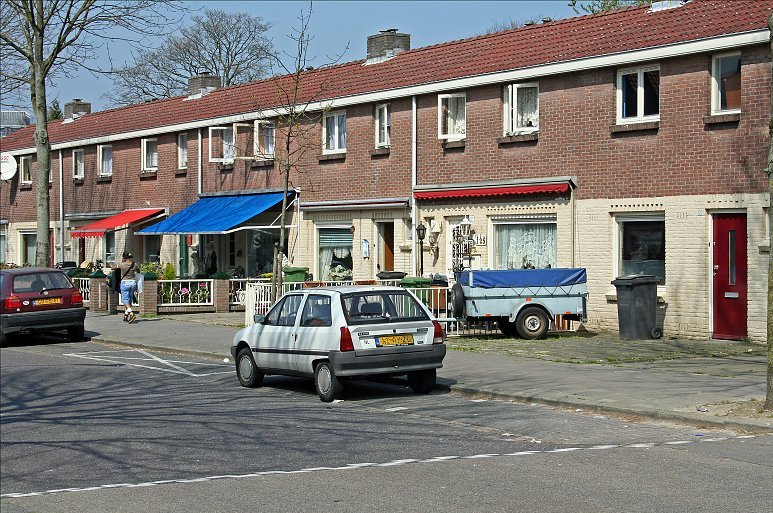
Woensel in Eindhoven

Het ministerie voor Wonen, Wijken en Integratie definieert probleemwijken als wijken met verouderde huizen en met ernstige problemen rond wonen, werken, leren, integreren en veiligheid.
In verstedelijkte gebieden (zoals Amsterdam, Den Haag, Rotterdam en Utrecht) bevinden zich wijken waar veel van dergelijke problemen samenkomen en waar soms sprake is van een 'neerwaartse spiraal'. Ook in sommige voorsteden zijn problemen. Voorbeelden hiervan zijn Spijkenisse bij Rotterdam en Nieuwegein bij Utrecht, twee aangegroeide voorsteden waar achteruitgang gesignaleerd wordt. In een aantal provinciesteden kent men vergelijkbare problemen.
In bestuurlijke en ambtelijke kringen wordt voor deze wijken naast de term probleemwijk ook al langere tijd ook het eufemisme aandachtswijk gebruikt en kwamen later ook de visionaire termen krachtwijk en prachtwijk in omloop.
Volgens het ministerie voor Wonen, Wijken en Integratie waren er in 2007 in Nederland 140 van dergelijke aandachtswijken.

### Van achterbuurt naar achterstandswijk
Achterstandswijk is een redelijk nieuw woord: tot in de jaren tachtig van de 20e eeuw werden deze wijken 'achterbuurten' genoemd. Dat duidde op een buurt waar mensen uit sociaal lagere klassen woonden, waar de woningen slechter en de normen vaak wat 'losser' waren dan elders gebruikelijk was.
Tijdens de industrialisatie voor en rond 1900 moest wegens de sterk toenemende vraag naar fabrieksarbeiders in de steden huisvesting voor hen gerealiseerd worden. De ongeschoolde plattelandsbevolking trok massaal naar de stad om in de fabrieken te gaan werken. Steden groeiden als kool, buiten hun traditionele grachten en stadsmuren. In Nederland betrof het vooral de Amsterdamse en Rotterdamse havens, de Leidse textielindustrie, de Groningse bietenindustrie, de Utrechtse spoorwerken, de Utrechtse veevoerfabricatie en later ook Twentse, Tilburgse en Eindhovense industrieën. De eerste arbeiderswijken werden vaak door particuliere investeerders (huisjesmelkers) of fabriekseigenaren gerealiseerd. Deze woningen waren dikwijls van inferieure kwaliteit en verkrotten snel door overbevolking en gebrek aan onderhoud. Begin 20e eeuw kwam het eerste overheidsbeleid op het gebied van de volkshuisvesting. Vanaf die tijd werd de realisatie van nieuwe wijken vaak in handen gelegd van woningbouwcorporaties.
In de jaren zeventig van 20e eeuw begon men verpauperde 19e-eeuwse arbeiderswijken te renoveren of te slopen. Dit proces wordt stadsvernieuwing genoemd. De betreffende wijken waren tot in de jaren zestig nog vrijwel altijd blanke arbeiderswijken. Deze buurten waren vanwege de goedkope bouwgrond indertijd vaak achter singels, spoorwegen of grote straten of autowegen gesitueerd. Gecombineerd met het feit dat deze buurten vaak ontweken werden door de midden- en bovenklasse verklaart dit de term 'achterbuurt' voor sommige van deze wijken. Sinds de veroudering en sociaal achterblijven van een aantal naoorlogse flatwijken, heeft de term achterstandswijk niet alleen meer betrekking op deze oude arbeiderswijken. De term achterstandswijk wordt nu gebruikt voor probleemstadswijken van welk soort of formaat dan ook. De term achterbuurt wordt alleen nog informeel gebruikt om sommige oude wijken mee aan te duiden.

### Ontstaan
Steden vervallen en buurten gaan fysiek achteruit naarmate ze ouder worden. Dit geldt in mindere mate voor de delen van de stad die een goede aanvangskwaliteit hebben. Zulke gebieden, zoals de Amsterdamse en de Utrechtse binnenstad, kunnen eeuwen meegaan en zelfs steeds aantrekkelijker worden. Voor stadsgebieden die wat minder goed bebouwd zijn, bijvoorbeeld omdat de bouwmaterialen van mindere kwaliteit zijn of omdat de bouwwijze te wensen overlaat, geldt in het algemeen wel dat zij te lijden hebben onder de tand des tijds. Vooral rond de eeuwwisseling van de 19e naar de 20e eeuw, in de jaren twintig van de 20e eeuw en vlak na de Tweede Wereldoorlog zijn er kwalitatief mindere wijken gebouwd. In die jaren moest er snel gebouwd worden, door de industrialisatie moesten veel arbeiders gehuisvest worden.
Ook na 1945 – in de tijden van de wederopbouw – liet de kwaliteit nogal eens te wensen over. We zien dat vooral voormalige arbeiderswijken, met vaak kwalitatief mindere huizen, probleemwijken zijn geworden. De Schilderswijk in Den Haag is hier een voorbeeld van. Overigens is het niet zo dat alleen arbeiderswijken zich tot probleemwijk ontwikkelen, of dat probleemwijken altijd probleemwijken blijven. De Jordaan in Amsterdam is een voormalige arbeiderswijk waar door gentrificatie totaal geen sprake meer is van achterstand, terwijl een wijk als de Bijlmermeer, die niet gebouwd is als arbeiderswijk, wel als probleemwijk gezien wordt.

### Kenmerken
Vaak zijn probleemwijken de oude arbeiderswijken, dicht bij het centrum, of naoorlogse flatwijken aan de rand van de stad. Deze oude arbeiderswijken zijn vaak zeer planmatig opgezet, in een planologische vormgeving waar kleinschaligheid en grootschaligheid samengaan. De wijken zijn gerealiseerd voor de fabrieksarbeiders van eind 19e eeuw en begin 20e eeuw; een arme en afhankelijke bevolkingslaag. De woningen zijn veelal klein en opgezet in rijtjes en blokken. Vanwege de betaalbare huur zijn de woningen aantrekkelijk voor mensen met een laag inkomen. Van dergelijke arbeiderswijken zijn er betrekkelijk veel in Utrecht, Rotterdam, Amsterdam, Enschede en Arnhem. Probleemwijken in deze stijl komt men het meest tegen in Utrecht-Noord en -West, Arnhem-Zuid, Enschede-Oost en -West en Rotterdam-Zuid.
Een type wijk dat ook vaak het stempel van probleemwijk krijgt, is de naoorlogse flatwijk. Deze zijn vaak gebouwd in de jaren zestig. Vanwege de betaalbare huur is het niet vreemd dat deze wijken (relatieve) armoede aantrekken. Bekende voorbeelden van dergelijke flatwijken zijn de Bijlmermeer in Amsterdam-Zuidoost, de Kolenkitbuurt, Geuzenveld, Osdorp en Overtoomse Veld in Amsterdam Nieuw-West, en Kanaleneiland, Nieuw Hoograven en Overvecht in Utrecht. In de probleemwijken zijn de problemen rond (kleine) criminaliteit vaak groter dan in andere wijken.
In Den Haag is de kloof tussen arm en rijk het grootst, gemeten aan de hand van de segregatie-index. In Utrecht bevinden zich vier wijken in de top tien van wijken met de laagste woonkwaliteit in Nederland. In Leeuwarden en Harlingen bevonden zich rond 2007 de armste wijken van Nederland (hier was het besteedbaar inkomen het laagst), gevolgd door Arnhem.

### De 40 aandachtswijken van Vogelaar
De 40 wijken van Vogelaar betreft een lijst van 40 van de 140 Nederlandse probleemwijken die op 22 maart 2007 door minister Ella Vogelaar van Wonen, Wijken en Integratie bekend werd gemaakt. Voor deze wijken werden voor de zittingsperiode van het kabinet-Balkenende IV extra investeringen voorzien om de stapeling van sociale, fysieke en economische problemen die zich daar voordeden te bestrijden. Vogelaar stelde korte tijd later voor de benaming 'probleemwijken' te vervangen door het iets minder negatief klinkende aandachtswijken.

## België
In België bestaan probleemwijken in de grotere steden. Zo worden bepaalde wijken in Vorst, Molenbeek, Sint-Gillis, Anderlecht en Elsene in Brussel als probleemwijken beschouwd.  
In Antwerpen wordt onder andere Kiel als probleemwijk gezien.